# Néos Káfkasos
Néos Káfkasos (Neos Kafkasos) är en ort i Grekland.   Den ligger i prefekturen Nomós Florínis och regionen Västra Makedonien, i den norra delen av landet, 400 km nordväst om huvudstaden Aten. Néos Káfkasos ligger 593 meter över havet och antalet invånare är 229.
Terrängen runt Néos Káfkasos är platt. Runt Néos Káfkasos är det ganska glesbefolkat, med 22 invånare per kvadratkilometer. Närmaste större samhälle är Florina, 13,2 km söder om Néos Káfkasos. Trakten runt Néos Káfkasos består till största delen av jordbruksmark.